# Boukef Shawki
 (juin 2024).
La mise en forme du texte ne suit pas les recommandations de Wikipédia : il faut le « wikifier ».
Les points d'amélioration suivants sont les cas les plus fréquents :
- Les titres sont pré-formatés par le logiciel. Ils ne sont ni en capitales, ni en gras.
- Le texte ne doit pas être écrit en capitales (les noms de famille non plus), ni en gras, ni en italique, ni en « petit »…
- Le gras n'est utilisé que pour surligner le titre de l'article dans l'introduction, une seule fois.
- L'italique est rarement utilisé : mots en langue étrangère, titres d'œuvres, noms de bateaux, etc.
- Les citations ne sont pas en italique mais en corps de texte normal. Elles sont entourées par des guillemets français : « et ».
- Les listes à puces sont à éviter, des paragraphes rédigés étant largement préférés. Les tableaux sont à réserver à la présentation de données structurées (résultats, etc.).
- Les appels de note de bas de page (petits chiffres en exposant, introduits par l'outil «  Source ») sont à placer entre la fin de phrase et le point final[comme ça].
- Les liens internes (vers d'autres articles de Wikipédia) sont à choisir avec parcimonie. Créez des liens vers des articles approfondissant le sujet. Les termes génériques sans rapport avec le sujet sont à éviter, ainsi que les répétitions de liens vers un même terme.
- Les liens externes sont à placer uniquement dans une section « Liens externes », à la fin de l'article. Ces liens sont à choisir avec parcimonie suivant les règles définies. Si un lien sert de source à l'article, son insertion dans le texte est à faire par les notes de bas de page.
- La présentation des références doit suivre les conventions bibliographiques. Il est recommandé d'utiliser les modèles {{Ouvrage}}, {{Chapitre}}, {{Article}}, {{Lien web}} et/ou {{Bibliographie}}. Le mode d'édition visuel peut mettre en forme automatiquement les références.
- Insérer une infobox (cadre d'informations à droite) n'est pas obligatoire pour parachever la mise en page.

Pour une aide détaillée, merci de consulter Aide:Wikification.
Si vous pensez que ces points ont été résolus, vous pouvez retirer ce bandeau et améliorer la mise en forme d'un autre article.
 (juin 2025).
Motif : Sources secondaires centrées ?
- Archive Wikiwix
- Bing
- Cairn
- DuckDuckGo
- E. Universalis
- Gallica
- Google
- G. Books
- G. News
- G. Scholar
- Persée
- Qwant
- (zh) Baidu
- (ru) Yandex
- (wd) trouver des œuvres sur Wikidata

| 1. | Préciser le motif de la pose du bandeau. | Précisez le motif de la pose du bandeau en utilisant la syntaxe suivante : {{admissibilité à vérifier\|date=août 2025\|motif=remplacez ce texte par le motif}}                     |
| 2. | Informer les utilisateurs concernés.     | Pensez à avertir le créateur de l'article, par exemple, en insérant le code ci-dessous sur sa page de discussion : {{subst:avertissement admissibilité à vérifier\|Boukef Shawki}} |

Boukef Shawki, né le 1994 à Annaba, est un réalisateur et scénariste de films d'animation et concepteur d’identité visuelle pour des festivals internationaux et nationaux.

## Biographie
il est titulaire d'une maîtrise en radio et télévision. Master 1 en médias et communication de la faculté des médias et de la communication de l'université d'Annaba, dans l'est de l'Algérie.

## Œuvres
- 2019 : Sun[3],[4]
- 2021 : Bridge[5]
- 2021 : Just a show[6]
- 2023 : Olivia[7],[8],[9].

## Prix
- 2021 : Mention spéciale – Alexandria international short film festival
- 2021 : Prix Ali Maachi
- Prix du public : très court film festival 2021
- Mention spéciale : les journees Cinematographiques de Setif 2022
- Le grand prix : les journées cinématographiques de Setif – Bouira …
- Mention spéciale : festival Maghrébin du Film OUJDA 2022
- Sylver award Flickers : international film festival 2022
- Prix du jury : SWAIDAH International Short film festival – 2022
- Prix du meilleur film d'animation : INEPHILIA FLAIR INTERNATIONAL FILM FESTIVAL 2023
- Prix du 3e meilleur court métrage : le festival culturel de Safir – Iraq – 12 ème édition 2023
- Grand prix du meilleur film d'animation : le festival international du film Celluloid Calcutta. Kolkata, India 2023

## Concepteur
- Festival d’Annaba du cinéma méditerranéen 2024 [1],[10].
- Festival international du film documentaire de Sidi Mohammed Ben Aouda 2022[1].
- Concepteur d’affiches de longs et courts métrages Algériens [1].